# Michael Cole (Journalist)
Michael Sean Coulthard (* 8. Dezember 1968 in Syracuse, New York), besser bekannt unter dem Namen Michael Cole, ist ein US-amerikanischer Journalist und Wrestling Kommentator, der zurzeit bei der World Wrestling Entertainment unter Vertrag steht, und als Kommentator regelmäßig bei SmackDown! zu sehen ist.

## Karriere
Coulthard ging 1997 zur damaligen World Wrestling Federation (heute WWE) und begann dort den Namen „Michael Cole“ als Pseudonym zu verwenden. Zusammen mit Jim Cornette wurde er Moderator von der „LiveWire“-Show und war als Backstage-Interviewer tätig. Ab Ende 1997 war er neben Jim Ross und Kevin Kelly einer der drei Kommentatoren für die erste Stunde von RAW. Nachdem er eine Zeit lang von Jerry Lawler ersetzt wurde, bekam er 1999 den Posten des regelmäßigen Kommentators der RAW-Ausgaben.
Als WWE ihre neue Show SmackDown! startete, schickte man Coulthard dorthin, um an der Seite von Tazz die Kommentierung der dortigen Matches zu übernehmen. Kurze Zeit kommentierte er auch die B-Show Velocity. Nachdem sein Partner Tazz Kommentator des neugeschaffenen ECW-Brands wurde, bekam Coulthard John Layfield als Co-Kommentator. Dieser wiederum gab Ende 2007 seine Rückkehr als aktiver Wrestler, so dass sein Posten im Januar 2008 von Jonathan Coachman übernommen wurde. Bereits im April gab es dann einen erneuten Wechsel, Coachman wurde von Mick Foley ersetzt. Bei der WWE Draft im Juni 2008 wurde Coulthard zu RAW versetzt und bekommt dort den Posten von Jim Ross, der fortan bei SmackDown kommentierte. 
Seit 2010 erweiterte er seine Rolle als Kommentator, indem er sich durch extreme Ergebenheit zu Wrestlern die als "Heels" auftreten ("böse" Ringcharaktäre) wie The Miz oder Alberto Del Rio, aktiver in das Ringeschehen einmischte. Zudem kritisiert er Matches der "Divas" (weiblichen Wrestlern) von unter anderem Eve Torres oder Kelly Kelly. Sein kontroverses Auftreten als "Heel"-Kommentator fand Zustimmung bei WWE Boss Vince McMahon, so dass Coulthard bei WrestleMania 27 im April 2011 auch als aktiver Wrestler siegreich in einem Match gegen Wrestlinglegende und WWE Hall of Famer Jerry "The King" Lawler angetreten ist. Bei Extreme Rules 2011 bestritt er ebenfalls siegreich ein Tag Team Match an der Seite von Jack Swagger gegen Jerry Lawler und Jim Ross sowie bei Over the Limit erneut ein Einzelmatch mit Lawler, was er verlor. 
Er nahm erfolglos beim Royal Rumble 2012 teil, nachdem seine Kommentatorenkollegen Jerry Lawler und Booker T teilnahmen.
Seit dem Ende der Fehde ist er wieder als Kommentator bei RAW neben Lawler tätig. Zudem kommentierte Coulthard von Oktober 2010 bis Oktober 2012 wieder SmackDown, diesmal mit Josh Matthews, mit dem er in den ersten drei Staffeln von WWE NXT zu hören war.
Besondere Aufmerksamkeit erhielt Coulthard während der RAW-Episode vom 10. September 2012, in der sein Kommentatorenkollege Jerry Lawler einen Herzinfarkt erlitt. Nachdem Lawler aus der Halle gebracht worden und wiederbelebt worden war, hielt Coulthard das Publikum während der restlichen Show auf dem Laufenden bezüglich des Gesundheitszustandes von Lawler, kommentierte aber keine Matches mehr mit.
Für dieses professionelle Verhalten erhielt er viel Lob von den Offiziellen, den anderen Superstars und den Fans der WWE.